# Cold Heaven
Cold Heaven – pierwszy pełny album fińskiego zespołu heavymetalowego Babylon Whores, wydany w czerwcu 1997 roku przez wytwórnie Misantrophy i Heroine Records. Nagranie albumu zrealizowano w Tico Tico Studio w lutym 1997 roku.

## Twórcy
- Jake Babylon — gitara basowa
- Kouta — perkusja
- Antti Litmanen — gitara siedmiostrunowa
- Ewo Meichem — gitara
- Ike Vil — instrumenty klawiszowe, śpiew

### Gościnnie
Sami Käyhkö — instrumenty perkusyjne w utworze "Flesh of the Swine"

## Lista utworów
1. "Deviltry" (Babylon, Litmanen, Vil) – 3:38
2. "Omega Therion" (Litmanen, Vil) – 3:57
3. "Beyond the Sun" (Vil) – 4:35
4. "Metatron" (Vil) – 3:04
5. "Enchiridion for a Common Man" (Vil) – 3:45
6. "In Arcadia Ego" (Litmanen, Vil, Hanna Wilska) – 4:07
7. "Babylon Astronaut" (Vil) – 4:11
8. "Flesh of the Swine" (Litmanen, Vil) – 5:13
9. "Cold Heaven" (Litmanen, Vil) – 3:50